# Gnophos himalayana
Gnophos himalayana là một loài bướm đêm trong họ Geometridae.